# Savoia-Nemours

Stemma di Casa Savoia-Nemours

Savoia-Nemours fu un ramo cadetto di Casa Savoia, estinto nel 1659, in linea maschile. Il ramo, che continuò ad esistere con la linea femminile fino al 1724, ebbe origine da Filippo di Savoia-Nemours, figlio quintogenito del duca Filippo II di Savoia e della sua seconda moglie Claudina di Brosse. Filippo era un fratello minore di Luisa di Savoia, regina-madre di Francesco I di Francia; venne nominato Conte del Genevese e poi Duca di Nemours.

## Duchi di Nemours
| n°  | Nome           | Ritratto | Nascita | Regno  | Regno   | Morte |
| n°  | Nome           | Ritratto | Nascita | Inizio | Termine | Morte |
| --- | -------------- | -------- | ------- | ------ | ------- | ----- |
| I   | Filippo        |          | 1490    | 1514   | 1533    | 1533  |
| II  | Giacomo        |          | 1531    | 1533   | 1585    | 1585  |
| III | Carlo Emanuele |          | 1567    | 1585   | 1595    | 1595  |
| IV  | Enrico I       |          | 1572    | 1595   | 1632    | 1632  |
| V   | Luigi          |          | 1615    | 1632   | 1641    | 1641  |
| VI  | Carlo Amedeo   |          | 1624    | 1641   | 1652    | 1652  |
| VII | Enrico II      |          | 1625    | 1652   | 1659    | 1659  |

## Tavola genealogica
|                                                      | | |                                                                           |                                                                           |                                                    |                                                    |                                                 |                                                 |                       |                       |
|                                                      | | |                                                                           | · Duchi di Savoia                                                         |                                                    |                                                    |                                                 |                                                 |                       |                       |
|                                                      | | |                                                                           |                                                                           |                                                    |                                                    |                                                 |                                                 |                       |                       |
|                                                      | | |                                                                           |                                                                           |                                                    |                                                    |                                                 |                                                 |                       |                       |
|                                                      | | |                                                                           | Filippo *1490 †1533 Duca di Nemours 1514–1533                             |                                                    |                                                    |                                                 |                                                 |                       |                       |
|                                                      | | |                                                                           |                                                                           |                                                    |                                                    |                                                 |                                                 |                       |                       |
|                                                      | | |                                                                           |                                                                           |                                                    |                                                    |                                                 |                                                 |                       |                       |
|                                                      | | Giacomo *1531 †1585 Duca di Nemours 1533–1585                                                          | Giacomo *1531 †1585 Duca di Nemours 1533–1585                             | Giovanna *1532 †1568                                                      | Giovanna *1532 †1568                               | Giacomo *? †1567                                   | Giacomo *? †1567                                |                                                 |                       |                       |
|                                                      | | |                                                                           |                                                                           |                                                    |                                                    |                                                 |                                                 |                       |                       |
|                                                      | | |                                                                           |                                                                           |                                                    |                                                    |                                                 |                                                 |                       |                       |
| Carlo Emanuele *1567 †1595 Duca di Nemours 1585–1595 | Carlo Emanuele *1567 †1595 Duca di Nemours 1585–1595                                                   | Margherita *1569 †1572                                                                                 | Margherita *1569 †1572                                                    | Enrico I *1572 †1635 Duca di Nemours 1595–1632                            | Enrico I *1572 †1635 Duca di Nemours 1595–1632     |                                                    |                                                 |                                                 |                       |                       |
|                                                      | | |                                                                           |                                                                           |                                                    |                                                    |                                                 |                                                 |                       |                       |
|                                                      | | |                                                                           |                                                                           |                                                    |                                                    |                                                 |                                                 |                       |                       |
|                                                      | Luigi *1615 †1641 Duca di Nemours 1632–1641                                                            | Luigi *1615 †1641 Duca di Nemours 1632–1641                                                            | Francesco Paolo *1619 †1627                                               | Francesco Paolo *1619 †1627                                               | Carlo Amedeo *1624 †1652 Duca di Nemours 1641–1652 | Carlo Amedeo *1624 †1652 Duca di Nemours 1641–1652 | Enrico II *1625 †1659 Duca di Nemours 1652–1659 | Enrico II *1625 †1659 Duca di Nemours 1652–1659 |                       |                       |
|                                                      | | |                                                                           |                                                                           |                                                    |                                                    |                                                 |                                                 |                       |                       |
|                                                      | | |                                                                           |                                                                           |                                                    |                                                    |                                                 |                                                 |                       |                       |
|                                                      | Maria Giovanna Battista *1644 †1724 Duchessa Consorte di Savoia 1665–1675 Reggente di Savoia 1675–1684 | Maria Giovanna Battista *1644 †1724 Duchessa Consorte di Savoia 1665–1675 Reggente di Savoia 1675–1684 | Maria Francesca *1646 †1683 Regina consorte di Portogallo 1666–1668; 1683 | Maria Francesca *1646 †1683 Regina consorte di Portogallo 1666–1668; 1683 | Giuseppe *? †1649                                  | Giuseppe *? †1649                                  | Francesco *? †1650                              | Francesco *? †1650                              | Carlo Amedeo *? †1651 | Carlo Amedeo *? †1651 |
|                                                      | | |                                                                           |                                                                           |                                                    |                                                    |                                                 |                                                 |                       |                       |
|                                                      | | |                                                                           |                                                                           |                                                    |                                                    |                                                 |                                                 |                       |                       |
|                                                      | · Duchi di Savoia                                                                                      | |                                                                           |                                                                           |                                                    |                                                    |                                                 |                                                 |                       |                       |